# Ammophila kennedyi
Ammophila kennedyi är en biart som först beskrevs av Murray 1938.  Ammophila kennedyi ingår i släktet Ammophila och familjen grävsteklar. Inga underarter finns listade i Catalogue of Life.